# Peter Rajah
Peter Rajah (Singapur, 1 de abril de 1951 - Sandakan, 14 de noviembre de 2014) fue un futbolista singapureño, nacionalidado malasio, que jugaba en la demarcación de portero.

## Biografía
Debutó como futbolista en 1972 de la mano del entrenador Stanley Chew con el Sabah FA. Permaneció en el equipo un total de 23 años. En 1993 y en 1994 jugó la final de la Copa FA de Malasia, perdiendo ambas finales contra el Kuala Lumpur FA por 2-1 y 3-1 respectivamente. Un año más tarde sí se pudo hacer con el trofeo tras ganar al Pahang FA por 3-1. Se retiró como futbolista en 1995 para ejercer labores de entrenador en clubes menores del país.
Falleció el 14 de noviembre de 2014 en Sandakan a los 63 años de edad tras sufrir un ataque al corazón dos días antes.

## Selección nacional
Jugó varios partidos para la selección de fútbol de Malasia entre 1972 y 1995. Su mejor aparición para el combinado se produjo en 1980. Llegó a jugar la clasificación para los Juego Olímpicos de Moscú 1980, y la Copa Asiática 1980.

## Clubes
| Club     | País    | Año         |
| -------- | ------- | ----------- |
| Sabah FA | Malasia | 1972 - 1995 |

## Palmarés

### Campeonatos nacionales
| Título             | Club     | País    | Año  |
| ------------------ | -------- | ------- | ---- |
| Copa FA de Malasia | Sabah FA | Malasia | 1995 |